# Aldino
Aldino (németül: Aldein) település Olaszországban, Bolzano autonóm megyében. Lakosainak száma 1629 fő (2023. január 1.). Aldino Montagna, Ora, Trodena, Bronzolo, Nova Ponente és Ville di Fiemme községekkel határos.

## Népesség
A település népességének változása:
| Lakosok száma | 1664 | 1656 | 1629 |
|               | 2017 | 2018 | 2023 |